# مغناطيس فائق الموصلية

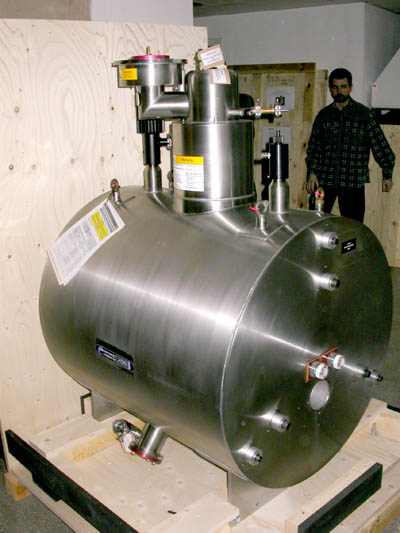
مغناطيس فائق الموصلية

المغناطيس فائق الموصلية عبارة عن مغناطيس كهربائي مصنوع من وشائع سلك له موصلية فائقة. ينبغي أن تبرّد هذه الأجهزة تبريداً عميقاً أثناء التشغيل، لضمان الوصول إلى حالة الموصلية الفائقة، وذلك باستخدام الهيليوم غالباً. عندما يكون السلك في حالة الموصلية الفائقة فإنه ينقل التيار الكهربائي بشكل أكبر عليه بدونها، مما يسمح بتوليد حقول مغناطيسية قويّة.
تستعمل أجهزة المغناطيس فائقة الموصلية في أجهزة التصوير بالرنين المغناطيسي في المجال الطبي، وفي الأجهزة المخبرية العلمية مثل الرنين النووي المغناطيسي ومطيافية الكتلة ومعجل الجسيمات.
تصنع الأسلاك المستخدمة في تجهيز المغناطيس فائق الموصلية من سبيكة من فلزي النيوبيوم والتيتانيوم.